# あわら市金津中学校
あわら市金津中学校（あわらし かなづちゅうがっこう）は、福井県あわら市市姫一丁目にある公立中学校。中高一貫教育で県立金津高校と連携している。略称「金中」（きんちゅう）

## 概要
あわら市の旧金津町に位置している。生徒数は497人（2010年度現在）である。2010年度（平成22年度）からは3学期制から2学期制にかわった。2010年（平成22年）12月3日には公式サイトが開設された。
また毎年2年生が11月中旬から下旬にかけて、米国オレゴン州ユージン市のケリーミドルジュニアハイスクールとの国際交流が続けられている。

## 沿革
1947年（昭和22年）に金津町、細呂木村、伊井村の組合立として創立され、1962年（昭和37年）に吉崎、館山、金津の3校を統合した。
1964年（昭和39年）、新校舎完成。2010年（平成22年）から2011年（平成23年）にかけて文部科学省の耐震化命令に基づき校舎耐震改装工事を行い、北校舎（2010年夏完成）・南校舎（2010年冬完成）・体育館（2011年1月11日使用開始）が耐震改修された。

## 統合問題
現校舎は、現在の建築基準法が制定される前に建設された校舎である。日本政府と文部科学省が2007年（平成19年）に行った調査で、大規模な地震により倒壊の危険性の高い公立小中学校に耐震化工事を勧告した。これを受けあわら市は地震防災対策特別措置法で義務づけられた耐震診断を実施。その結果あわら市にある2校の中学校は、どちらも倒壊の危険性が高いと診断された。しかし2校をどちらも耐震化させるには、莫大な費用が必要とされた。そのため、同市内のあわら市芦原中学校と統合しようという案が出された。
統合の是非は同年4月22日に行われたあわら市長選挙に持ち越され、その結果統合反対派の橋本達也が当選し、2校は統合されずに終わった。そのため、2010年（平成22年）から2011年（平成23年）にかけて校舎および体育館の改修耐震工事が成された。

## 進学前の小学校
進学前の小学校は、旧金津町にある4校が相当する。2016年3月まで、あわら市吉崎小学校も含まれていたが、同年4月より休校となった。
- あわら市金津小学校
- あわら市金津東小学校
- あわら市細呂木小学校
- あわら市伊井小学校

## 学校周辺の施設
- 福井県立金津高等学校
- あわら市役所
- あわら市金津図書館
- B&G財団金津海洋センター体育館及び金津海洋センタープール
- 芦原温泉駅（北陸新幹線・ハピラインふくい線）

## 著名な卒業生
- 平尾憲映（起業家）
- 志田達哉（囲碁棋士）※愛知県名古屋市立中学校へ転校
- 久保田修平（北陸放送アナウンサー）